# WYSP
WYSP (Branding: 94 WYSP) ist ein US-amerikanischer Hörfunksender aus Philadelphia im US-Bundesstaat Pennsylvania. Der Sender mit dem Slogan „The Rock You Grew Up With“ sendet schwerpunktmäßig Classic Rock. WYSP ist auf der UKW-Frequenz 94,1 MHz empfangbar und kooperiert mit CBS Radio.